# Fournaise (roman)
Pour les articles homonymes, voir Fournaise.
Fournaise (titre original : Burn) est un roman court de science-fiction américain écrit par James Patrick Kelly, paru en 2005 puis traduit en français et publié en 2007.
Fournaise a remporté le prix Nebula du meilleur roman court 2006.

## Résumé
La planète nommée Walden a été achetée puis nouvellement peuplée il y a de cela trois générations par des une petite communauté d'êtres humains, afin d'y vivre coupés des progrès modernes et volontairement privés de contact avec les autres mondes. Ces humains s'imposent à la population locale des Pukpuks qui vit dans le désert et qui a vu son habitat réduit de plus en plus par l'extension des forêts peuplées d'arbres génétiquement modifiés afin qu'ils poussent et se multiplient très rapidement.
Prosper Grégoire Leung, surnommé Spur, est un humain vivant sur Walden, engagé volontaire comme pompier afin de lutter contre les incendies le plus souvent allumés par des Pukpuks qui se suicident en s'immolant au milieu des forêts. En convalescence dans un hôpital à la suite de graves brûlures, il parvient sans trop le vouloir à prendre contact avec un homonyme habitant sur une autre planète, qui s'avère être un jeune adolescent de douze ans appelé à devenir le dirigeant de son monde. Ce dernier se rend quelques jours après sur Walden afin de rencontrer Spur. Cette visite impromptue que Spur prend pour de la simple curiosité s’avérera en fait être une opération humaniste de préservation des habitants originels de la planète et elle permettra à Spur d'affiner ses réflexions sur son mode de vie et sur la nécessaire confrontation aux autres.

## Éditions
- Burn, Tachyon Publications (en), 1er novembre 2005, 178 p.  (ISBN 1-892391-27-9)
- Fournaise, Les Moutons électriques, 11 janvier 2007, trad. Christophe Duchet et André-François Ruaud, 161 p.  (ISBN 978-2-915793-25-3)
- Fournaise, Gallimard, coll. « Folio SF » no 351, 1er octobre 2009, trad. Christophe Duchet et André-François Ruaud, 208 p.  (ISBN 978-2-07-034653-0)